# Protomelas
Genre
Le genre Protomelas regroupe plusieurs espèces de poissons de la famille des Cichlidae. Toutes sont endémiques du lac Malawi, en Afrique de l'est.

## Liste des espèces
Selon FishBase (25 janv. 2017):

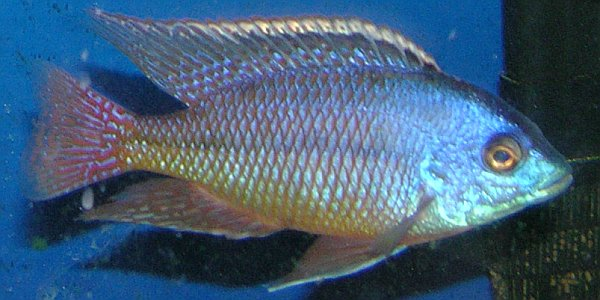
Protomelas taeniolatus

- Protomelas annectens (Regan, 1922)
- Protomelas dejunctus Stauffer, 1993
- Protomelas fenestratus (Trewavas, 1935)
- Protomelas insignis (Trewavas, 1935)
- Protomelas kirkii (Günther, 1894)
- Protomelas labridens (Trewavas, 1935)
- Protomelas macrodon Eccles, 1989
- Protomelas marginatus (Trewavas, 1935)
- Protomelas pleurotaenia (Boulenger, 1901)
- Protomelas similis (Regan, 1922)
- Protomelas spilonotus (Trewavas, 1935)
- Protomelas spilopterus (Trewavas, 1935)
- Protomelas taeniolatus (Trewavas, 1935)
- Protomelas triaenodon (Trewavas, 1935)
- Protomelas virgatus (Trewavas, 1935)

### Note
Selon ITIS:
- Protomelas annectens (Regan, 1922)
- Protomelas dejunctus Stauffer, 1993
- Protomelas fenestratus (Trewavas, 1935)
- Protomelas insignis (Trewavas, 1935)
- Protomelas kirkii (Günther, 1894)
- Protomelas labridens (Trewavas, 1935)
- Protomelas macrodon Eccles in Eccles & Trewavas, 1989
- Protomelas marginatus (Trewavas, 1935)
- Protomelas pleurotaenia (Boulenger, 1901)
- Protomelas similis (Regan, 1922)
- Protomelas spilonotus (Trewavas, 1935)
- Protomelas spilopterus (Trewavas, 1935)
- Protomelas taeniolatus (Trewavas, 1935)
- Protomelas triaenodon (Trewavas, 1935)
- Protomelas virgatus (Trewavas, 1935)